# Bugenvilea lysá

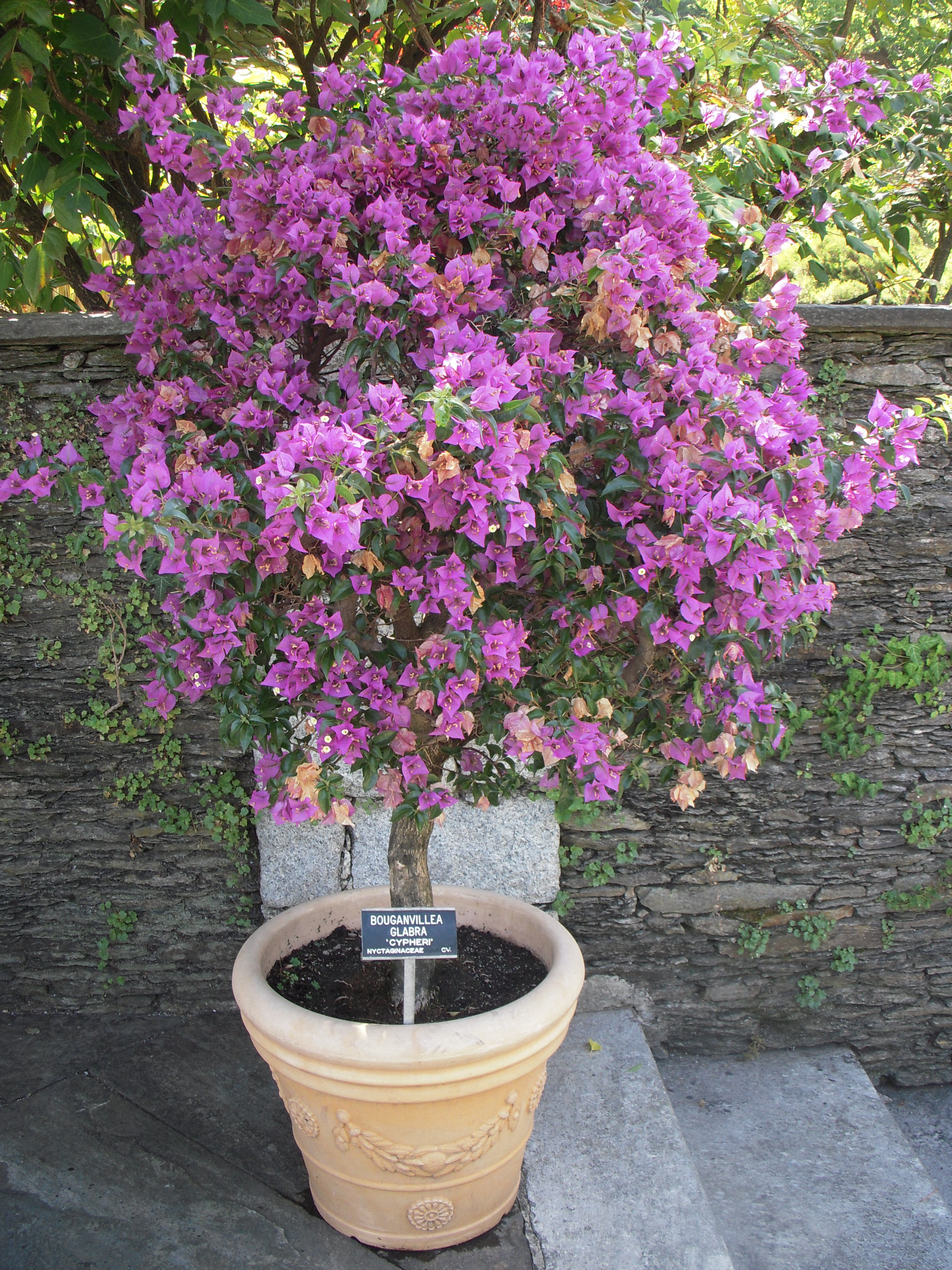
Bugenvilea lysá jako bonsai

Bugenvilea lysá (Bougainvillea glabra) je pnoucí keřovitá rostlina s fialovými nebo purpurovými listeny okolo květů. Je jedním z mnoha druhů rodu bugenvilea, který pochází z jihoamerické Brazílie. Do Evropy byla rostlina přivezena na počátku 19. století a brzy nato rozmnožena a rozšířena do britských i francouzských kolonií s vhodným klimatem.
Jako okrasná rostlina je vysazována v tropech i subtropech na všech kontinentech. Za nejzajímavější nejsou na rostlině považovány květy, ty jsou drobné a nenápadné, ale velké, jakoby papírové listeny rostoucí pod květy a poutající pozornost svou výraznou barvou.

## Ekologie
Bugenvilea lysá je liána, která se přidržuje podpěr svými trny na lodyhách. Rostlina nejlépe roste na teplém a osluněném místě v písčité a dobře odvodněné hlinité půdě; v době kvetení však potřebuje dostatek vláhy. Běžně se vyskytuje v nadmořské výšce do 750 m, snáší i zasolenou půdu. Pro její dobrý zdravotní stav je podstatný dostatek tepla a světla, při teplotách pod +15 °C již zastavuje růst. Je rostlinou vhodnou pro podnebí bez dlouhého období sucha.

## Popis
Stálezelená popínavá rostlina keřovitého vzrůstu rostoucí v přírodě do průměrné výšky 5 a více metrů. Stonky jsou většinou řídce porostlé asi 1 cm dlouhými, na špičce zahnutými trny a střídavými řapíkatými listy. Jejich lesklé čepele, dlouhé 5 až 13 cm a široké 3 až 6 cm, jsou vejčité až široce kopinaté, mají dlouhou špičku a jsou nejčastěji oboustranně lysé.
Květy jsou jen 0,5 cm velké, nenápadné, stopkaté, krémově bílé a vyrůstají obvykle po třech na krátkých postranních větvičkách. Pod nevonícími, oboupohlavnými květy jsou zvětšené, fialové nebo purpurové, pergamen připomínající listeny trojbokého či široce vejčitého tvaru, obvykle velké 3 × 2 cm. Nálevkovitý květ má pět zašpičatělých okvětních lístků střídajícími se s lalokovitými přívěsky, uprostřed bývá šest až osm tyčinek s prašníky, stopkatý semeník s krátkou čnělkou a štětičkovitou bliznou. V tropech rostliny kvetou průběžně po celý rok, vytváří však jen málo semen.

## Pěstování
Rostliny se obvykle množí řízkováním. Pěstují se i v chladnějším klimatu v květináčích a na zimu se přenášejí do světlé místnost. Tam rostliny v suchu a při teplotě okolo +10 °C přezimují, opadání listů neznamená zánik rostliny. Kořenový systém je velmi jemný a jeho poškození rostlinu zpomaluje v růstu. Pro udržení požadovaného tvaru a kvetení je zapotřebí každoročně zkracovat rychle rostoucí nové (trnité) větve a vystřihávat staré.

## Význam
Bugenvilea lysá roste obvykle do výšky až 5 metrů, u vhodné konstrukce o kterou se její stonky opírají mohou vyrůst mnohem delší. Na zahradách se vysazují jako solitéry k mřížím nebo stěnám které popínají, nebo se sestřihávají a pěstují jako ozdobné keře, případně se vytvoří delší kmínek a rostlina se tvaruje jako strom, jsou také vhodné pro okrasný živý plot. Rostliny dobře snášejí seřezávání a následně rychle obrážejí a jsou proto používané pro tvorbu kvetoucích bonsají pěstovaných v květináčích.

## Galerie

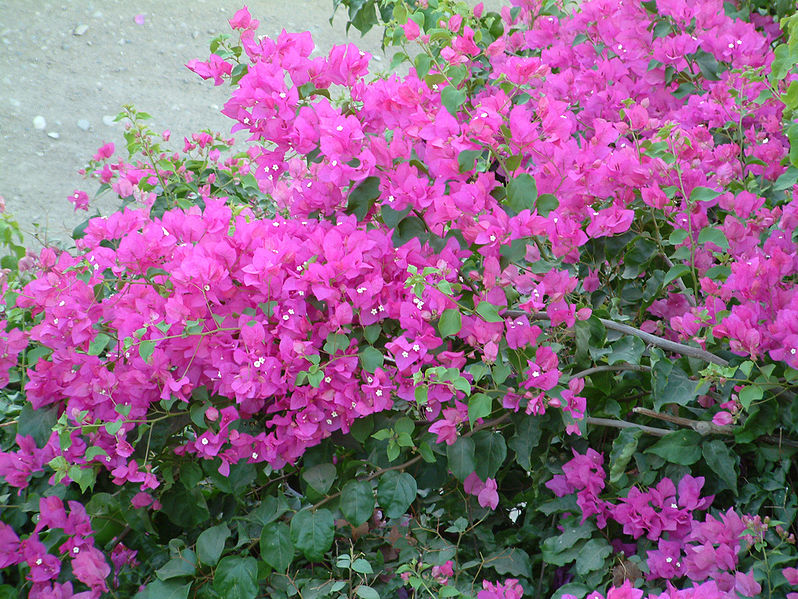
Kvetoucí keř
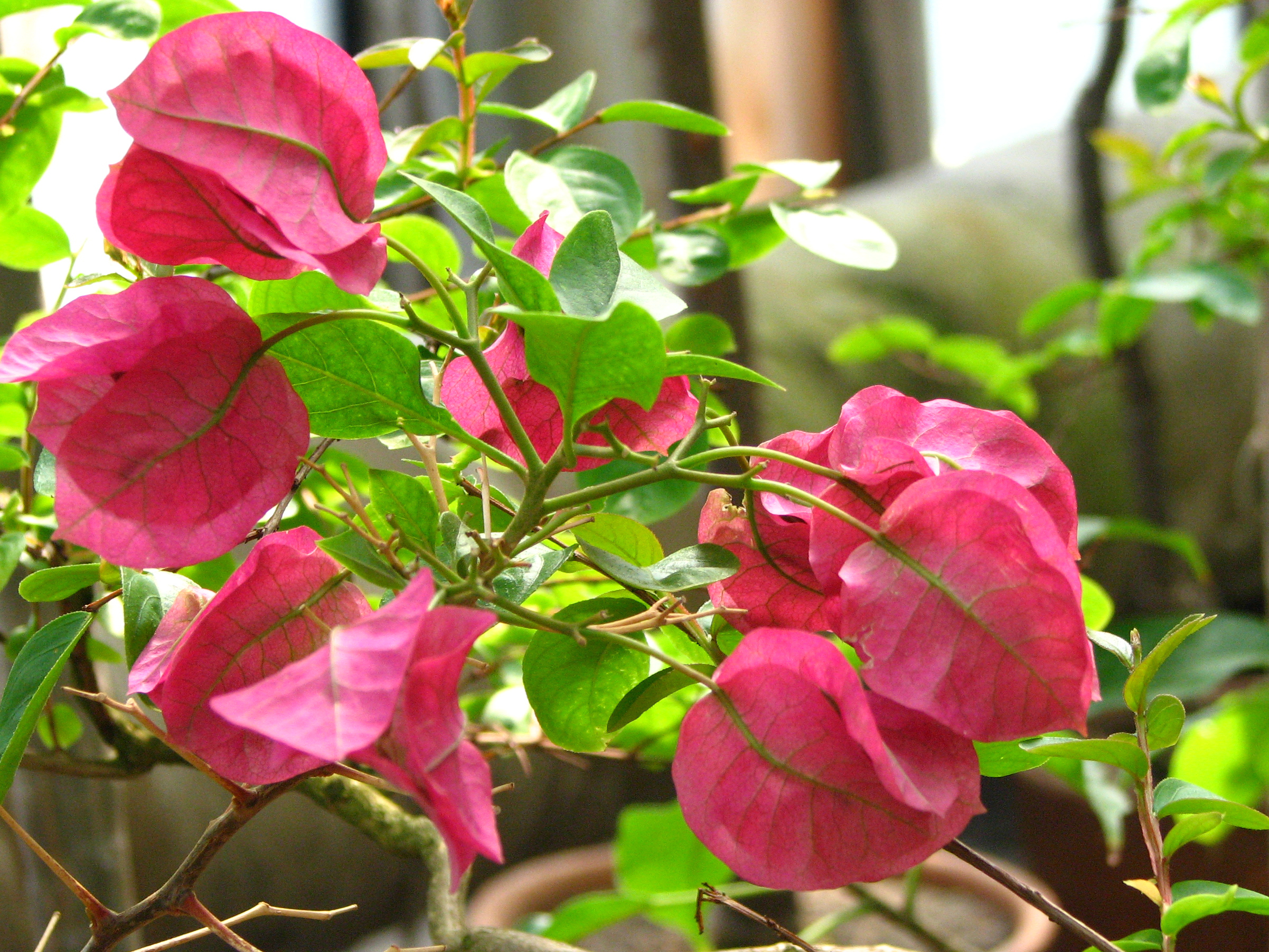
Kontrast listů a listenů
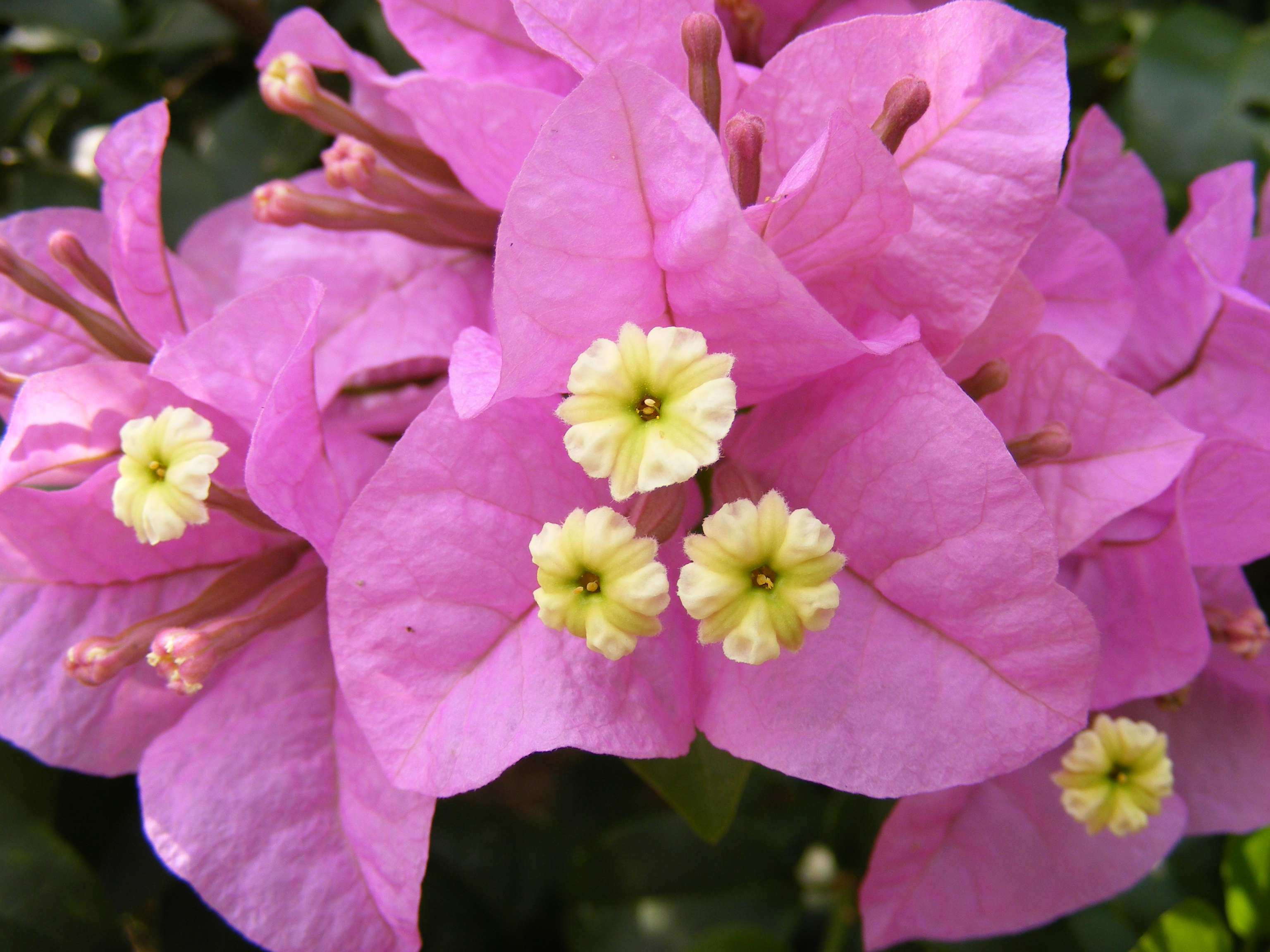
Květy s listeny